# Mohamed El-Shenawy
Mohamed Elsayed El-Shenawy (arab. محـمـد الشنـاوى; ur. 18 grudnia 1988 w Al-Hamul) – egipski piłkarz grający na pozycji bramkarza. Od 2016 roku jest zawodnikiem klubu Al-Ahly Kair.

## Kariera piłkarska
Swoją karierę piłkarską El-Shenawy rozpoczął w klubie Al-Ahly Kair. W sezonie 2008/2009 był członkiem pierwszej drużyny, jednak nie zagrał w niej żadnego meczu. W 2009 roku odszedł do klubu Tala’ea El-Gaish SC, w którym w sezonie 2009/2010 zadebiutował pierwszej lidze egipskiej. W sezonie 2012/2013 był wypożyczony do Haras El-Hodood SC. Latem 2013 odszedł do Petrojet FC, w którym występował przez trzy sezony.
W 2016 roku El-Shenawy wrócił do Al-Ahly Kair. W sezonach 2016/2017 i 2017/2018 wywalczył z nim dwa tytuły mistrza Egiptu. W 2017 dotarł z Al-Ahly do finału Ligi Mistrzów, w którym Egipcjanie ulegli w dwumeczu Wydadowi Casablanca (1:1, 0:1).
| Sezon   | Klub                | Kraj  | Rozgrywki | Mecze | Gole |
| ------- | ------------------- | ----- | --------- | ----- | ---- |
| 2008/09 | Al-Ahly Kair        | Egipt | I liga    | 0     | 0    |
| 2009/10 | Tala’ea El-Gaish SC | Egipt | I liga    | 21    | 0    |
| 2010/11 | Tala’ea El-Gaish SC | Egipt | I liga    | 19    | 0    |
| 2011/12 | Tala’ea El-Gaish SC | Egipt | I liga    | 3     | 0    |
| 2012/13 | Haras El-Hodood SC  | Egipt | I liga    | 15    | 0    |
| 2013/14 | Petrojet FC         | Egipt | I liga    | 20    | 0    |
| 2014/15 | Petrojet FC         | Egipt | I liga    | 28    | 0    |
| 2015/16 | Petrojet FC         | Egipt | I liga    | 34    | 0    |
| 2016/17 | Al-Ahly Kair        | Egipt | I liga    | 3     | 0    |
| 2017/18 | Al-Ahly Kair        | Egipt | I liga    | 23    | 0    |

## Kariera reprezentacyjna
W reprezentacji Egiptu El-Shenawy zadebiutował 23 marca 2018 roku w przegranym 1:2 towarzyskim meczu z Portugalią, rozegranym w Zurychu. W 2018 roku powołano go do kadry na Mistrzostwa Świata w Rosji. Rozegrał na nim trzy mecze: z Urugwajem (0:1), z Rosją (1:3) i z Arabią Saudyjską (1:2).